# Budějovické předměstí (Třeboň)

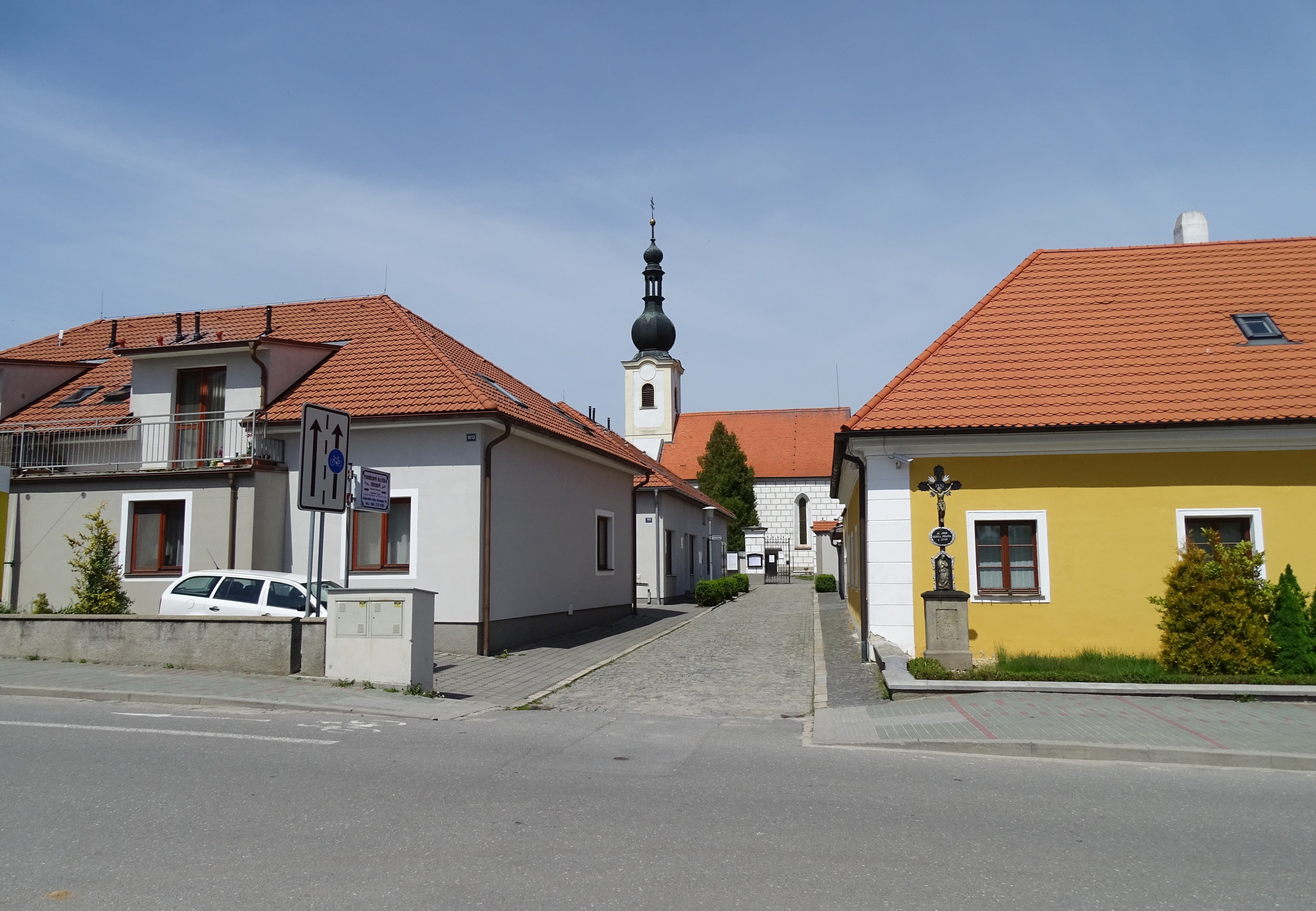
ulička ke kostelu sv. Alžběty v Budějovickém předměstí.

Budějovické předměstí je název pro západní část města Třeboně, oddělenou od historického jádra města zámeckým parkem. 

## Historie
Budějovické předměstí vznikalo již ve středověku. V této době (ale i později) bylo známé také pod názvem Břilické předměstí, podle nedaleké vsi Břilice. Rozšiřovalo se podél původní silnice, resp. stezky (Vitorazské stezky) a Břilické brány. 
Podstatným způsobem se rozšířilo po vzniku rybníka Svět a zbourání předměstí svinenského, umístěného jižně od Třeboně. Tamní obyvatelé byli do uvedeného prostoru přesídleni. "Přemístěn" byl i kostel sv. Alžběty, stávající na ostrůvku dnešního rybníka Svět. Kolem něj vznikl nový, dnes ústřední, třeboňský hřbitov.
K dalšímu rozšíření předměstí došlo ve století osmnáctém. V roce 1844 poničil předměstí požár. Druhá polovina devatenáctého století byla potom ve znamení dalšího rozvoje. Postavena byla např. kasárna. Část "U Světa", kde se těžila hlína, získala název Hliník. Dnes se zde nachází třeboňský městský úřad, městská knihovna, dům s pečovatelskou službou a do června 2023 v secesní budově z 19. století i oblastní "Finanční úřad". Ve 20. století zde vyrostla panelová sídliště ("Hliník" a "Svobody") a moderní zástavba v podobě rodinných domů. Stojí zde také Lázně Třeboň (Lázně Aurora, "třeboňský vodní svět" a Wellness centrum).